# Томилин, Виталий Васильевич
Виталий Васильевич Томилин (20 октября 1928, Валдай, Ленинградская область — 6 февраля 2009, Москва) — советский учёный в области военной судебно-медицинской экспертизы и педагог, доктор медицинских наук (1970), профессор (1973), генерал-майор медицинской службы (1981). Заслуженный деятель науки РСФСР (1977). Главный судебно-медицинский эксперт Министерства обороны СССР (1970—1991). Директор Российского центра судебно-медицинской экспертизы (1995—2003).

## Биография
Родился 20 октября 1928 года в Валдае.
С 1945 по 1950 год обучался в Военно-медицинской академии имени С. М. Кирова на факультете по подготовки врачей для военно-морского флота. С 1950 по 1951 год служил в военно-морских кораблях Тихоокеанского флота ВМФ СССР в должности врача-диетолога. С 1951 по 1953 год на исследовательской работе в 25-й судебно-медицинской лаборатории Тихоокеанского флота в должности судебно-медицинского эксперта.
С 1953 по 1995 год на научно-исследовательской работе в Центральной судебно-медицинской лаборатории Министерства обороны СССР (с 1991 года — Министерства обороны Российской Федерации), с 1969 по 1970 год — заместитель начальника и с 1970 по 1993 год — начальник этой лаборатории и одновременно с 1970 по 1991 год являлся главным судебно-медицинским экспертом Министерства обороны СССР. с 1993 по 1995 год — профессор-консультант Центральной судебно-медицинской лаборатории Министерства обороны Российской Федерации. С 1978 по 1992 год одновременно с научной занимался и педагогической деятельностью в Московском медицинском стоматологическом институте имени Н. А. Семашко в должности — заведующий кафедрой судебной медицины. С 1995 по 2003 год — директор Российского центра судебно-медицинской экспертизы.

### Научно-педагогическая деятельность
Основная научно-педагогическая деятельность В. В. Томилина была связана с вопросами в области судебной и военно-врачебной экспертизы. В. В. Томилин до 2003 года являлся председателем секции судебной медицины Учёного совета и главным судебно-медицинским экспертом Министерства здравоохранения Российской Федерации. С 1979 года являлся председателем проблемной комиссии по судебно-медицинской токсикологической и судебной химии Академии медицинских наук СССР, главным редактором журнала «Судебно-медицинская экспертиза», членом экспертного совета Высшей аттестационной комиссии.
В 1963 году В. В. Томилин защитил диссертацию на соискание учёной степени кандидат медицинских наук по теме: «Возрастные изменения навыка письма и их экспертное значение», в 1970 году В. В. Томилину была присвоено учёная степень доктор медицинских наук по теме его диссертации: «Основы судебно-медицинской экспертизы письма». В 1968 году ему была присвоена учёное звание доцент, в 1973 году — профессор.  В. В. Томилин являлся автором более ста семидесяти научных работ, в том числе монографий таких как: «Физиология, патология и судебно-медицинская экспертиза письма» (1963), «Наследственный полиморфизм изоантигенов и ферментов крови в норме и при патологии человека» (1973, эта работа была удостоена Премии имени Н. Ф. Гамалеи АМН СССР), «Судебно-медицинское исследование крови» (1981) и «Судебно-медицинское исследование вещественных доказательств» (1989). Под его руководством успешно защищены пятнадцать кандидатских и десять докторских диссертаций. В 1977 году за заслуги в медицине и научной деятельности был удостоен почётного звания Заслуженный деятель науки РСФСР.
Скончался 6 февраля 2009 года в Москве.

## Награды
- Орден Трудового Красного Знамени
- Орден «Знак Почёта»